# Stefan Dzikowski

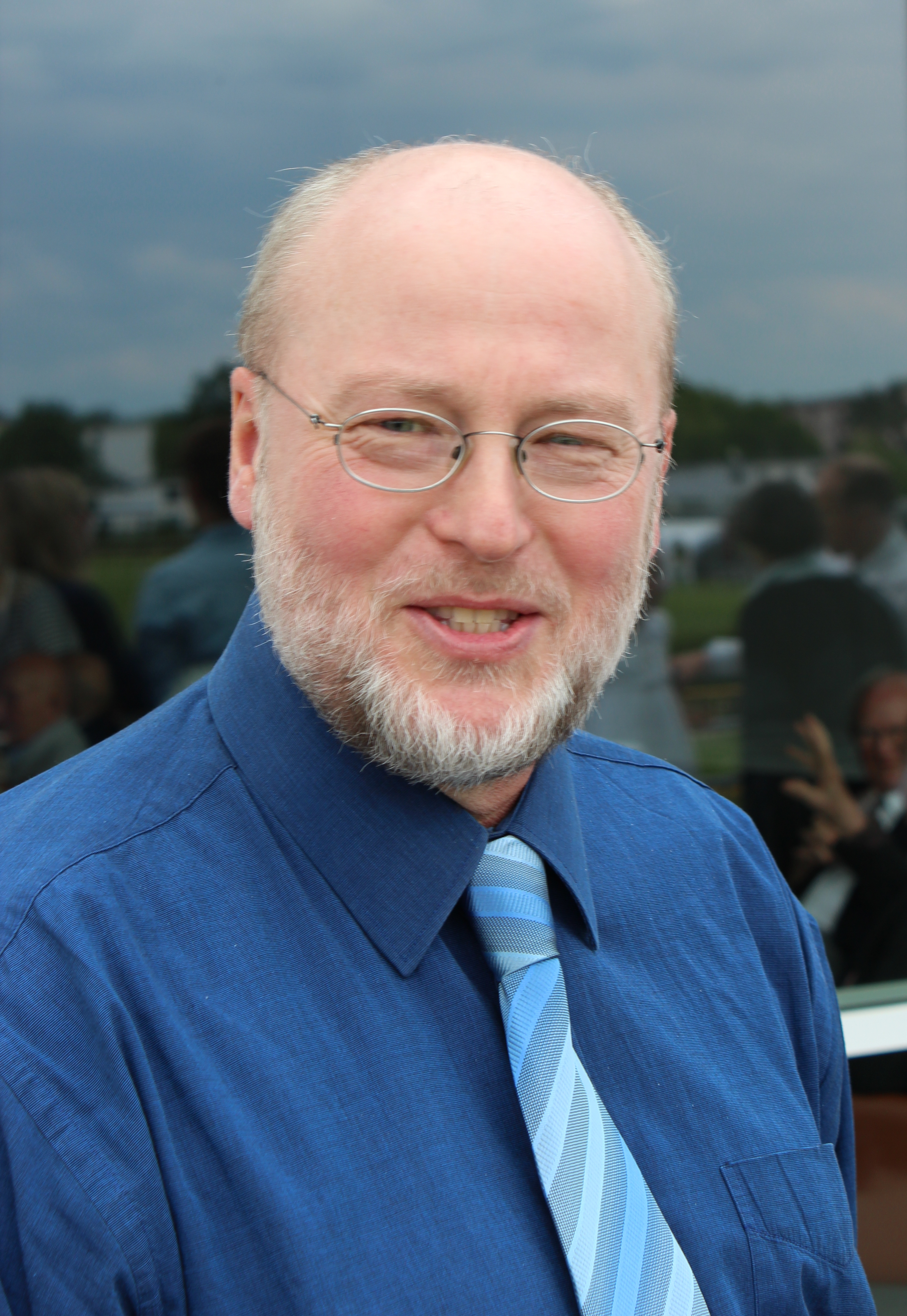
Stefan Dzikowski, Mai 2012

Stefan Dzikowski (* 2. März 1957 in Bremen) ist ein deutscher Autor von Sachbüchern zum Thema Autismus, Therapeut und Vorstandsmitglied des Bundesverbandes „autismus Deutschland“ e.V.

## Leben
Dzikowski wuchs in Bremen auf und legte sein Abitur am Gymnasium An der Parsevalstraße ab. Er studierte Sozialpädagogik und Psychologie an der Universität Bremen. Einige Jahre besuchte er die Schauspielschule des Landesverbandes Bremer Amateurtheater und trat auf Norddeutschlands Kleinbühnen auf.
1975 begann er seine therapeutische Laufbahn in einer Sonderschule für autistische Kinder. Zu dieser Zeit, als noch wenig Erkenntnisse über die Lern- und Entwicklungsfähigkeiten autistischer Kinder vorlagen, arbeitete Dzikowski mit im sogenannten „Bremer Projekt“. Hier begegnete er einigen deutschen Autismusforschern wie Hermann Cordes und Hans E. Kehrer. 1980 wechselte Dzikowski von dort in das Autismus-Therapiezentrum Bremen, in dem er auch heute noch tätig ist. 1993 gründete er das „Institut für Wahrnehmungstherapie und Intervision“ in Bremen.
Über seine Erfahrungen mit autistischen Kindern und deren Eltern hat Dzikowski zahlreiche Bücher und Zeitschriftenartikel veröffentlicht. Schwerpunkte neben der therapeutischen Arbeit sind die Bereiche Früherkennung und -therapie, „Sensorische Integrationstherapie“, Fortbildung und Autismusforschung. Seine viel benutzte Dokumentation Ursachen des Autismus stellt mit 60 Theorien praktisch alle in der Literatur erwähnten ätiologischen' Erklärungsmodelle des Autismus vor. Seit 1999 ist er Mitglied im Vorstand des Bundesverbandes „autismus Deutschland“ e.V. in Hamburg.
Dzikowski ist Gastdozent der Donau-Universität Krems.

### Auszeichnungen
1987 erhielt Dzikowski den Bremer Studienpreis für besondere wissenschaftliche Leistungen auf dem Gebiet der Sozial- und Geisteswissenschaften für die Entwicklung der Sensorischen Integrationstherapie für Menschen mit Autismus.

## Werke
- mit Helga Ache, Barbara Bernhard u. a.: Annäherungen an die Fremde. Bericht über eine Reise in die Türkei, Bremen 1984.
- mit Cordula Vogel: Störungen der Sensorischen Integration bei autistischen Kindern. Probleme von Diagnose, Therapie und Erfolgskontrolle, Deutscher Studienverlag Weinheim 1988, 2. überarbeitete und ergänzte Auflage 1993, ISBN 3-89271-057-0.
- Hrsg. mit Christiane Arens: Autismus heute. Band 1: Aktuelle Entwicklungen in der Therapie autistischer Kinder, Dortmund 1988, ISBN 3-8080-0160-7.
- Hrsg. mit Christiane Arens: Autismus heute. Band 2: Neue Aspekte der Förderung autistischer Kinder. Körpertherapien, Festhaltetherapie, medikamentöse Behandlung, psychoanalytische Verfahren, Dortmund 1990, ISBN 3-8080-0217-4.
- Ursachen des Autismus – Eine Dokumentation, Weinheim 1993, 2. Auflage 1996, ISBN 389271407X.
- mit Hermann Cordes: Frühförderung autistischer Kinder, Bremen 1991, ISBN 3-9800832-6-8.
- Kommunikation zwischen Partnern: Frühkindlicher Autismus, Schriftenreihe der Bundesarbeitsgemeinschaft Hilfe für Behinderte, 6. Auflage, Düsseldorf 2000.
- Früherkennung ist machbar!, Verlag der Österreichischen Autistenhilfe, Innsbruck 2002.